# 中島德博
中島德博（日语：中島 徳博、1950年—2014年8月28日）是日本漫畫家，出身於鹿兒島縣鹿兒島市。他共作了大約20個漫畫系列作品。他於2014年8月28日在神奈川縣橫濱市死於大腸癌，終年64歲。